# Critères de convergence
Pour la notion d'exégèse historico-critique de la Bible, voir Critère de cohérence.
Ne doit pas être confondu avec Critères de Copenhague.
Les critères de convergence (ou « critères de Maastricht ») sont des critères établis en 1991-1993 par le traité de Maastricht et fondés sur des indicateurs économiques que doivent respecter les pays membres de l’Union européenne candidats à l’entrée dans l’Union économique et monétaire européenne, la zone euro. Une fois entrés, les pays membres doivent continuer à respecter ces critères, sous peine d’avertissements puis de sanctions. Le respect de ces critères est jugé nécessaire à la réussite du pacte de stabilité et de croissance, pour éviter les phénomènes de « passager clandestin » que les zones monétaires favorisent.
Ces critères furent établis lors du traité de Maastricht, signés par les membres de l'Union européenne le 7 février 1992, dans le cadre de la mise en place de l'Union économique et monétaire européenne.

## Objectifs
Ces critères sont jugés indispensables, dans le cadre d'une Union économique et monétaire, pour maintenir le comportement rigoureux des pays membres concernant la dette publique et éviter les comportements de passager clandestin : une zone monétaire dont l'endettement total paraît soutenable à long terme bénéficiera (et donc chacun de ses membres) de taux d'intérêt faibles. Or, une union monétaire incite chaque pays pris individuellement à s'endetter, en bénéficiant des taux faibles dus au comportement vertueux des autres membres, et à en faire porter le poids sur l'ensemble de ses partenaires.

## Critères

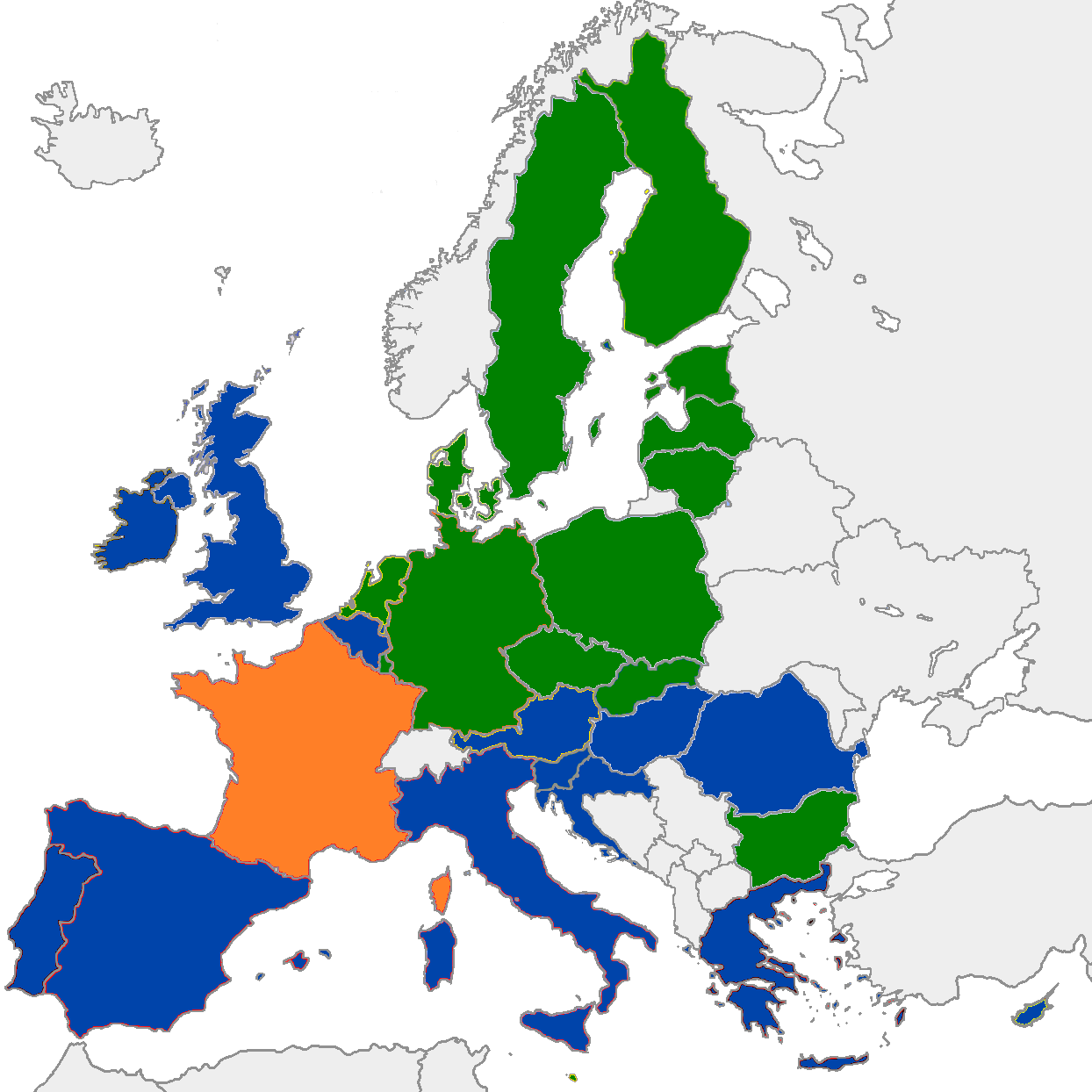
Situation en 2020 :
Pays respectant les critères de Maastricht.
Pays respectant les critères sur un point seulement.
Pays avec dette et déficit public modérés.
Pays avec déficit public modéré.
Pays avec dette et déficit public forts.
Pays avec déficit et dette très fort, pays en difficulté.

Les quatre critères sont définis dans l'article 121 du traité instituant la Communauté européenne.
Ils imposent la maîtrise de l'inflation, de la dette publique et du déficit public, la stabilité du taux de change et la convergence des taux d'intérêt.
L'appréciation du non-respect de ces critères a été assouplie en mars 2005 sous la pression de l'Allemagne (engagée dans la procédure de déficit excessif) et de la France (proche de l'être), sous la justification de tenir compte de la situation économique et des réformes structurelles engagées. Un dépassement « exceptionnel et temporaire » est désormais autorisé.
Les critères de convergence stipulent une zone à ne pas dépasser :
1. Stabilité des prix : Le taux d'inflation annuel d'un État membre donné ne doit pas dépasser de plus de 1,5 point de pourcentage la moyenne de ceux des trois États membres présentant les taux d'inflation annuels les plus bas[N 1] ;
2. Situation des finances publiques :
  1. Déficit public (État + ODAC + Collectivités locales + sécurité sociale) inférieur à 3 % du PIB[N 2],
  2. Dette publique (ensemble des emprunts contractés par l'État et l'ensemble des administrations publiques, dont les organismes de sécurité sociale) inférieure à 60 % du PIB[N 2] ;
3. Taux de change : Dévaluation exclue (mesure obsolète pour les pays de la zone euro) ;
4. Taux d'intérêt à long terme : ne doivent pas dépasser de plus de 2 points de pourcentage la moyenne de ceux des trois États membres présentant les taux d'inflation annuels les plus bas[N 3].

## Bilan
En ce qui concerne l'inflation, les critères de Maastricht ont été très bien respectés. Par contre, en 2012, les seuils d'endettement à 60 % du PIB sont dépassés par tous les pays sauf deux, et les déficits publics par tous les pays sauf trois. Même en 2004 avant la crise, quatre pays avaient un déficit supérieur à 3 % du PIB. En ce qui concerne les taux d'intérêts qui étaient proches en 1999, ils ont fortement divergé en raison de la crise de la dette.
Blanchard et Muet (1993) montrent que les politiques de désinflation compétitive et de convergence pèsent sur la demande des Européens.